# Shabbington
Shabbington – wieś w Anglii, w hrabstwie Buckinghamshire, w dystrykcie (unitary authority) Buckinghamshire. Leży 69 km na północny zachód od centrum Londynu. W 2001 miejscowość liczyła 492 mieszkańców.